# Grandpré
Grandpré è un comune francese di 480 abitanti situato nel dipartimento delle Ardenne nella regione del Grand Est. Il 1º gennaio 2016 ha accorpato il comune di Termes.

## Società

### Evoluzione demografica
Abitanti censiti